# The Lakes (Nyugat-Ausztrália)
A The Lakes helység Nyugat-Ausztráliában, Mundaring kistérségen belül. Az állam fővárosától, Perthtől 50 km-re keletre, a keleti irányú főútvonal, a Great Eastern Highway és a nyugatra tartó Great Southern Highway találkozásánál fekszik, a szélesebb értelemben vett Perth metropolisz legkeletibb városrésze. A 2011-es népszámlálás adatai alapján a The Lakes népessége 45 fő.
A település a főútvonalak kereszteződésében egy vendéglővel és töltőállomással rendelkezik. Keleten a Northam kistérséggel határos.
A kereszteződésben északra fordulva Northam, míg dél felé York érhető el.

## Fordítás
- Ez a szócikk részben vagy egészben  a   The Lakes, Western Australia című angol Wikipédia-szócikk ezen változatának fordításán alapul.  Az eredeti cikk szerkesztőit annak laptörténete sorolja fel. Ez a jelzés csupán a megfogalmazás eredetét és a szerzői jogokat jelzi, nem szolgál a cikkben szereplő információk forrásmegjelöléseként.

## Ajánlott irodalom
- Elliot, Ian. Mundaring -  A History of the Shire, 2nd ed., Mundaring: Mundaring Shire (1983). ISBN 0-9592776-0-9
- Spillman, Ken. Life was meant to be here: community and local government in the Shire of Mundaring. Mundaring: Mundaring Shire (2003). ISBN 0-9592776-3-3